# Specola di Lucca
La Specola di Lucca è una costruzione che in origine avrebbe dovuto essere un osservatorio astronomico. L'edificio è posto presso San Pancrazio, in provincia di Lucca. Anticamente il sito era all'interno del parco della Villa Reale di Marlia. La Specola venne edificata nel 1819.

## Storia
La Specola fu pensata da Maria Luisa di Borbone-Spagna come osservatorio del Reale Liceo di Lucca (vedi Università di Lucca). Con il Decreto del 17 settembre 1819, la duchessa disponeva l'edificazione dell'osservatorio e ciò al fine di ampliare le conoscenze scientifiche ed il prestigio del Ducato di Lucca. Per il progetto la duchessa si avvalse della consulenza dell'astronomo Franz Xaver von Zach per individuare il sito e per l'acquisto degli strumenti. Il progetto architettonico fu pensato e diretto da Lorenzo Nottolini. La specola venne intitolata ad Urania.
Per la direzione dell'Osservatorio fu chiamato l'astronomo Jean-Louis Pons. Egli, in attesa che fosse completata la costruzione, iniziò comunque le osservazioni celesti e durante la sua permanenza nel Ducato di Lucca (dalla fine del 1819 alla fine del 1824) scoprì sei nuove comete.
Secondo le idee di Nottolini, a partire da un'ampia piattaforma che si innalzava a valle per quasi cinque metri, la Specola avrebbe dovuto presentare una torre di osservazione, in asse rispetto all'ingresso e al porticato. Ai lati della torre di osservazione sarebbero dovuti sorgere due ampi saloni per la collocazione della strumentazione tecnica di misurazione e controllo dei movimenti degli astri e da questi, rispettivamente, due piccole sale e due piccoli ambienti di servizio .

### Declino
La morte della duchessa Maria Luisa di Borbone e la successione del figlio Carlo Ludovico ebbero ripercussioni negative sulla vita della Specola. Il duca infatti, cedendo alle pressioni del primo ministro Ascanio Mansi, soppresse la cattedra di astronomia nell'università. La costruzione della Specola quindi, già in fase avanzata, rimase interrotta. Dell'osservatorio non fu mai terminata l'imponente torre di osservazione.
Jean-Louis Pons fu allora costretto ad abbandonare Lucca per Firenze dove andò a dirigere la Specola su invito del granduca di Toscana Leopoldo II.

## La Specola oggi
Dopo alcuni anni di abbandono, oggi la Specola, pur mantenendo l'originario ed elegante aspetto architettonico, ha perso la sua connotazione astronomica ed è una residenza privata all'esterno del parco della villa Reale.